# 纳拉甘西特湾
41°36′N 71°21′W / 41.600°N 71.350°W
納拉甘西特灣（英語：Narragansett Bay）是羅德島海峽北部的海灣和河口，它佔地380平方公里，其中312平方公里位於羅德島州，另外一小部分延伸到馬薩諸塞州。纳拉甘西特湾是新英格蘭最大的河口，周围遍布许多小群岛。它属于大西洋海域。
纳拉甘西特灣有30多個島嶼。最大的三個是阿奎德內克島、科納尼庫特島（Conanicut Island）和普魯登斯島（Prudence Island）。納拉甘西特灣的水域包括薩康尼特河，芒特霍普灣和湯頓（Taunton）河的南部潮汐地带。

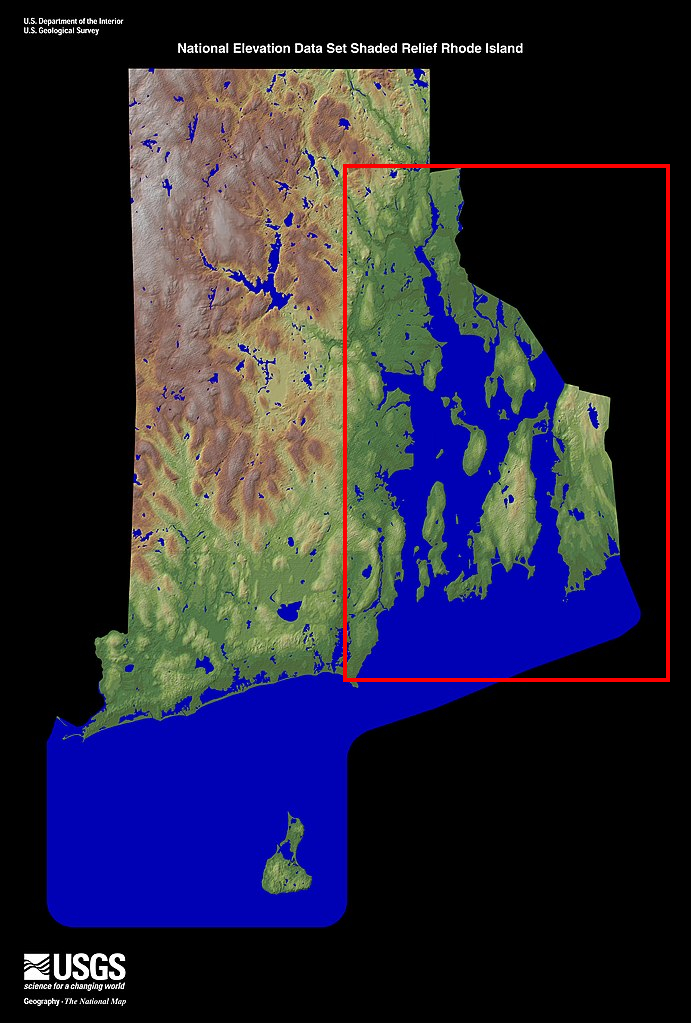
納拉甘西特灣（紅框內）在羅德島州的位置

納拉甘西特（Narragansett）来自南新英格兰阿尔冈昆语“Naiaganset”，意思是“陸地小岬角（的居民）”。

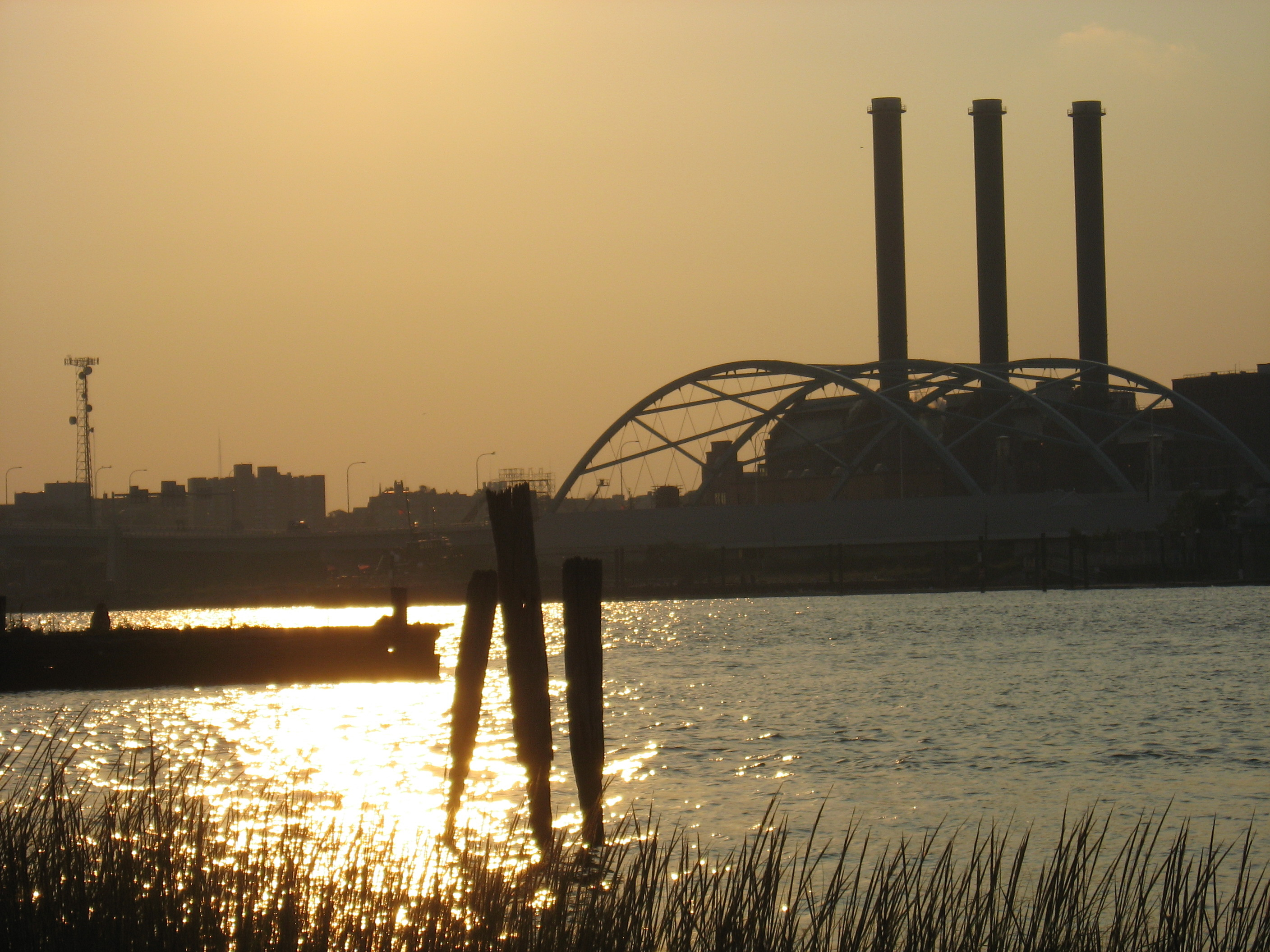
纳拉甘西特湾畔的羅德島州首府普羅維登斯